# Miss Polonia 2012
Miss Polonia 2012 – 37. edycja konkursu piękności Miss Polonia. Gala finałowa odbyła się 2 lutego 2013 w ATM Studio w Warszawie.
Miss Polonią została Paulina Krupińska z Warszawy.

## Rezultaty
| Tytuł             | Laureatka |
| ----------------- | --- |
| Miss Polonia 2012 | Paulina Krupińska |
| I Wicemiss        | Żaneta Płudowska |
| II Wicemiss       | Aleksandra Szczęsna |
| Top 5             | Patrycja Dorywalska Katarzyna Oracka                                                                                         |
| Top 12            | Monika Domaszewska Renata Kłodowska Kamila Moraczewskaz Paulina Mróz Natalia Piguła Dominika Rynkiewicz Paulina Stelmasińska |

## Finalistki
| Nr | Kandydatka           | Wiek             | Wzrost           | Województwo         | Miejscowość      |
| -- | -------------------- | ---------------- | ---------------- | ------------------- | ---------------- |
| 1  | Renata Kłodowska     | 22               | 171 cm           | Podkarpackie        | Blizne           |
| 2  | dyskwalifikacja1     | dyskwalifikacja1 | dyskwalifikacja1 | dyskwalifikacja1    | dyskwalifikacja1 |
| 3  | Monika Domaszewska   | 19               | 171 cm           | Pomorskie           | Gdynia           |
| 4  | Paulina Stelmasińska | 20               | 171 cm           | Zachodniopomorskie  | Szczecinek       |
| 5  | Żaneta Płudowska     | 19               | 172 cm           | Mazowieckie         | Siedlce          |
| 6  | Paulina Mróz         | 20               | 172 cm           | Małopolskie         | Tarnów           |
| 7  | Żaklina Gnarowska    | 20               | 173 cm           | Zachodniopomorskie  | Połczyn-Zdrój    |
| 8  | Patrycja Dorywalska  | 22               | 175 cm           | Wielkopolskie       | Leszno           |
| 9  | Dominika Rynkiewicz  | 19               | 176 cm           | Warmińsko-mazurskie | Bartoszyce       |
| 10 | Natalia Piguła       | 18               | 176 cm           | Łódzkie             | Łódź             |
| 11 | Anna Markowska       | 21               | 176 cm           | Małopolskie         | Kraków           |
| 12 | Joanna Wiśniewska    | 22               | 174 cm           | Pomorskie           | Słupsk           |
| 13 | Aleksandra Szczęsna  | 19               | 175 cm           | Mazowieckie         | Radom            |
| 14 | Marta Dymek          | 20               | 175 cm           | Pomorskie           | Gdańsk           |
| 15 | Katarzyna Oracka     | 24               | 175 cm           | Mazowieckie         | Warszawa         |
| 16 | Paula Zajkowska      | 23               | 175 cm           | Podlaskie           | Sokółka          |
| 17 | Nelly Kvist          | 20               | 175 cm           |                     | Malmö            |
| 18 | Oliwia Bartkowiak    | 18               | 176 cm           | Wielkopolskie       | Rogoźno          |
| 19 | Kamila Moraczewska   | 26               | 178 cm           |                     | Dublin           |
| 20 | Paulina Krupińska    | 25               | 174 cm           | Mazowieckie         | Warszawa         |

1 Wśród finalistek pierwotnie była Ira Watwat z Lublina, która została wykluczona z konkursu po złamaniu regulaminu podczas zgrupowania.

## Jurorzy
- Maciej Zień – projektant mody
- Bogna Sworowska – II Wicemiss Polonia 1987
- Witold Szmańda – trener fitness
- Maciej Wróblewski – fryzjer
- Izabela Grzybowska – fotograf
- Tomasz Kocewiak – wizażysta
- Jacek Rozenek – aktor
- Zbigniew Bartman – reprezentant Polski w siatkówce
- Kamila Szczawińska – modelka
- Małgorzata Herde – dyrektor generalny BMP